# Aude (rzeka)
Aude – rzeka w południowej Francji o długości 223,6 km. Źródło rzeki znajduje się w Pirenejach, a uchodzi ona do Zatoki Lwiej.

## Geografia

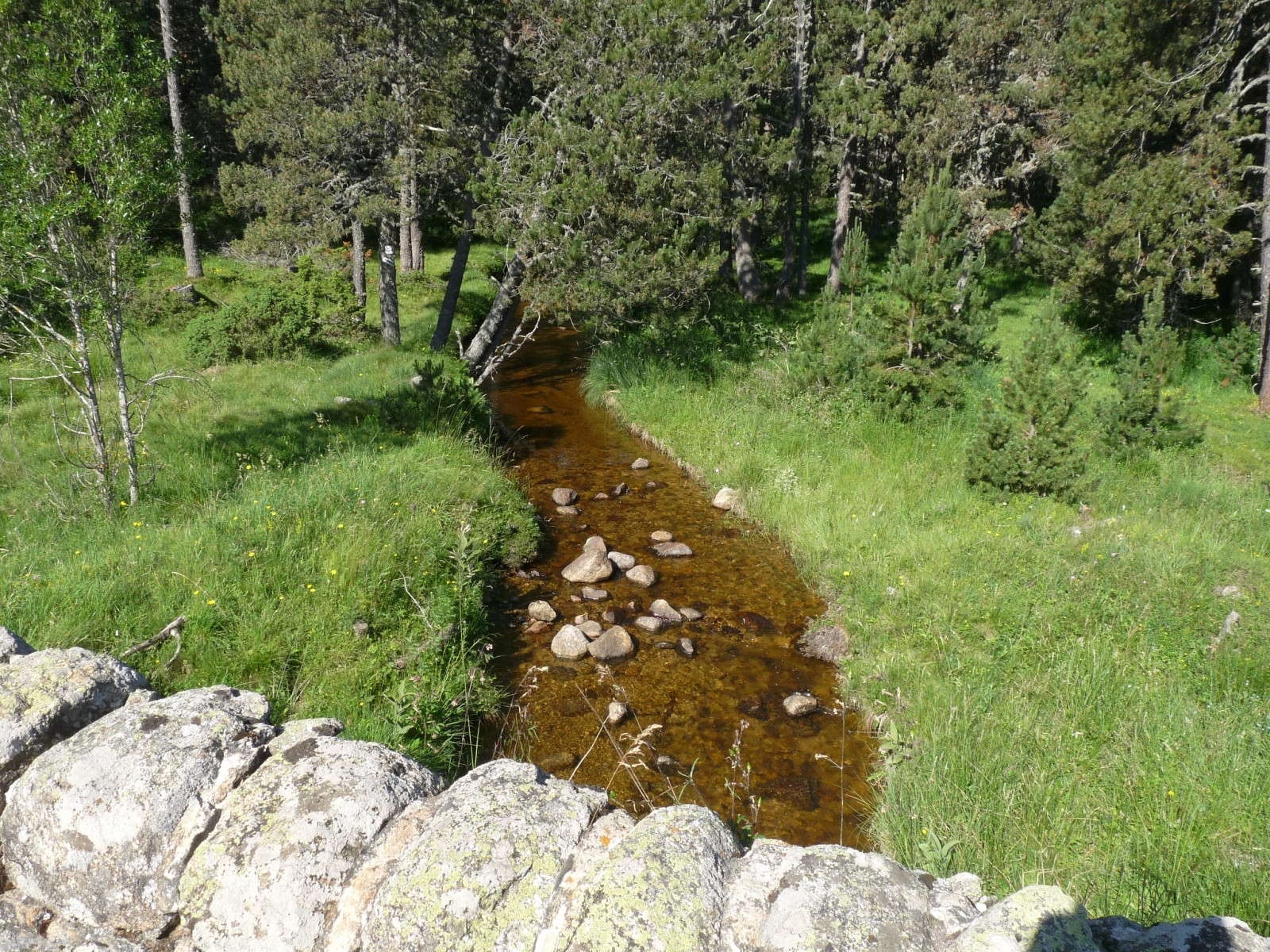
Aude w Les Angles – pierwsze miejsce, w którym rzeka krzyżuje się z drogą

Rzeka ma swoje źródło w Massif du Carlit, w jeziorze Lac d’Aude na wysokości 2185 m n.p.m., na terenie gminy Les Angles, w departamencie Pireneje Wschodnie. Początkowo biegnie równolegle do Têt (przełęcz Col de la Quillane na wysokości 1714 m n.p.m. wyznacza granicę zlewni obu rzek) w kierunku wschodnim. Od jeziora Lac de Matemale zmienia kierunek na północny. Między Axat a Quillan przepływa przez wąwóz Gorges de la Pierre-Lys. Od miasta Carcassonne rzeka płynie na wschód. Uchodzi do zatoki lwiej (Morze Śródziemne) na granicy departamentów Hérault i Aude, między miejscowością Vendres a dawną osadą rybacką Les Cabanes-de-Fleury, która leży na terenie gminy Fleury. Od Carcassonne aż do ujścia rzeka płynie równolegle do Kanału Południowego.

## Dopływy
Głównymi dopływami Aude są:
| - Lladura (lub Lladure) - Galbe - Bruyante - Aiguette - Rébenty - Saint-Bertrand - Ruisseau de Fa (lub Faby) - Sals - ruisseau de Castillou - Véraza - Saint-Polycarpe | - Corneilla - Cougaing - Sou de Val de Daigne - Lauquet - Fresquel - Trapel - Orbiel - Argent-Double - Ognon - Orbieu - Cesse |

## Powódź w 1999 roku
Wzmożone opady deszczu, charakterystyczne dla klimatu śródziemnomorskiego w sezonie jesiennym, były przyczyną powodzi 12 i 13 listopada 1999 roku w dolnym odcinku rzeki Aude. Woda wystąpiła z brzegów w wielu jej dopływach, takich jak Orbieu, Alsou, Nielle, Argent-Double, Clamoux czy Lauquet. W Lézignan-Corbières w przeciągu 48 godzin zanotowano opadu w wysokości 620 mm. W wyniku powodzi 36 osób poniosło śmierć lub zostało uznanych za zaginionych. Wezbrane wody uszkodziły 15 mostów, a także zalały 15 odcinków dróg. Katastrofa spowodowała straty gospodarcze wysokości 533 mln €.